# Соледад (град, Калифорния)
Соледад (на английски: Soledad) е град в окръг Монтерей, щата Калифорния, САЩ. Соледад е с население от 26 273 жители (по приблизителна оценка от 2017 г.) и обща площ от 10,9 km². Намира се на 58 m надморска височина. ЗИП кодовете му са 93960, а телефонният му код е 831.